# Кокалькы
Кокалькы (уст. Кокаль-Кы) — река в России, протекает в Красноселькупском районе Ямало-Ненецкого АО. Начинается в небольшом озере в болоте Мэкнолыльняры. Устье реки находится в 890 км по левому берегу реки Таз. Длина реки составляет 37 км.

## Данные водного реестра
По данным государственного водного реестра России относится к Нижнеобскому бассейновому округу, водохозяйственный участок реки — Таз. Речной бассейн реки — Таз.
Код объекта в государственном водном реестре — 15050000112115300064522.